# Pearl (filme de 2016)
Pearl é um filme de drama independente animado em curta-metragem estadunidense de 2016 dirigido e escrito por Patrick Osborne. Indicado ao Annie Award de melhor curta animado, é a primeira obra cinematográfica indicada ao Oscar de melhor curta-metragem de animação com a tecnologia 360° do YouTube.